# ماجرای اشپیگل

نسخه ۱۰ اکتبر ۱۹۶۲ از Der Spiegel

ماجرای اشپیگل در سال ۱۹۶۲ (به آلمانی: Spiegel-Affäre) یکی از بزرگ‌ترین رسوایی‌های سیاسی در آلمان غربی پس از جنگ جهانی دوم بود. ماجرا با انتشار مقاله‌ای در مجله اشپیگل دربارهٔ نیروهای دفاعی کشور آغاز شد.
این رسوایی شامل یک درگیری میان فرانتس یوزف اشتراوس، وزیر دفاع وقت، و رودولف آوگشتاین، صاحب و سردبیر ارشد مجله اشپیگل، می‌شد. این رسوایی باعث شد که اشتراوس منصب خود را از دست بدهد و مردم سالاری پسا جنگ آلمان غربی را از اولین آزمایش خود در زمینه آزادی مطبوعات سربلند بیرون آورد.

## علت
در سال ۱۹۶۱، پس از آن که اشپیگل اتهاماتی مبنی بر رشوه‌خواری به نفع شرکت ساخت و ساز فیباگ مطرح کرد، اشتراوس و آوگشتاین با یکدیگر درگیر شده بودند. این شرکت قراردادی برای ساخت تأسیسات نظامی دریافت کرده بود. با این حال یک تحقیق پارلمانی مدرکی علیه اشتراوس نیافت.
درگیری میان دو طرف زمانی افزایش یافت که مجله اشپیگل در شماره ۸ اکتبر ۱۹۶۲ خودم مقاله‌ای به قلم کونراد آلرز با عنوان «تا قسمتی آماده برای دفاع» منتشر کرد که در آن به یک مانور ناتو با نام «فالاکس ۶۲» می‌پرداخت.

## ساخت فیلم
شبکه تلویزیون ملی آلمان آ.ار.د در سال ۲۰۱۳ میلادی فیلمی تلویزیونی در شهرهای برلین و هامبورگ با نام ماجرای اشپیگل تهیه کرد. رونالد سوسو ریشتا این فیلم را کارگردانی کرده‌است. این فیلم در ۲ مای ۲۰۱۴ برای نخستین بار از تلویزیون آرته آلمان و هفتم مای همین سال در تلویزیون داس ارسته پخش شده‌است.
فرانسیسکا آوگشتاین خبرنگار و دختر بنیان‌گذار نشریه اشپیگل، در مقاله‌ای که در نشریه زوددویچه تسایتونگ چاپ کرده‌است انتقادات زیادی را در راستای خطاهای تاریخی و فقدان دانش کافی سازندگان از ماجرا به این فیلم وارد کرده‌است.